# 第9次ヴァル・ファジュル作戦
第9次ヴァル・ファジュル作戦（だいくじヴァル・ファジュルさくせん）は、イラン・イラク戦争中、イラク領スレイマニヤを占領し、イラク軍をクルド人対策に向けさせる陽動作戦である。

## 概要
1986年2月24日夜、イラン軍は北部戦線にて攻勢にでた。2月27日にはスレイマニヤ東方地区の15箇所のイラク軍拠点を占拠した。同地区は標高2,000m級の山岳地帯からなり、クルド人抵抗組織に一部基地を供されることとなった。